# Charles Swann
Charles Swann és un personatge d'A la recerca del temps perdut de Marcel Proust.
Tots els contemporanis de Proust miraven de descobrir si a la Recerca hi havia «claus» («clés»), correspondències dels personatges amb persones reals, extrem que l'autor negava. No obstant, a la fi de la seva novel·la admet que darrere de Charles Swann s'amagava una persona real: Charles Haas.
Dandi d'ulls verds i nas aguilenc, amb cabells rossos tirant a rogencs i amb bigoti; porta un monocle discret i elegant, i és un gran coneixedor dels dominis de l'art. Swann és el prototipus de l'home fi i distingit qui no es vanta mai de les seves relacions. És no obstant això un amic íntim del Príncep de Gal·les i del Comte de París. Viu durant la seva joventut en un hotel del quai d'Orléans a París (Île Saint-Louis), a l'època on troba Odette de Crécy. Seduït, se n'enamora (el relat d'aquesta història constitueix el capítol «Un amor de Swann» a Pel cantó de Swann). Després del seu matrimoni amb Odette, s'instal·len a la rue des Acacias, i tenen una filla, Gilberte, de la qual s'enamora el narrador. Però aquest ràpidament prendrà consciència que Odette no és pas feta per a ell. A la fi d'Un amor de Swann dirà: «I pensar que he malgastat anys de la meva vida, que n'he volgut morir, que he viscut el gran amor de la meva vida amb una dona que no m'agradava, que no era del meu estil!» Per la gelosia que desenvolupa pel que fa a Odette, Swann prefigura el narrador gelós d'Albertine a Albertine desapareguda.